# حماسه
حماسه گونه‌ای از متون وصفی است که به توصیف اعمال پهلوانی و افتخارات و بزرگی‌های قومی یا فردی می‌پردازد.
محققان منظومه‌های حماسی را به دو نوع تقسیم کرده‌اند: منظومه‌های حماسی طبیعی و ملی که خود به دو گونه حماسه‌های اساطیری و پهلوانی مانند قسمت عمده‌ای از شاهنامه و منظومه‌های حماسی تاریخی مانند شاهنامه ابومنصوری بخش می‌شود و منظومه‌های حماسی مصنوع همچون هانرید اثر ولتر.
یَلنامه و پهلوان‌نامه واژه‌هایی پارسی‌تبار و برابرهای پارسی سره واژه عربی حماسه هستند. یل به معنی پهلوان است.

## ویژگی‌های حماسه

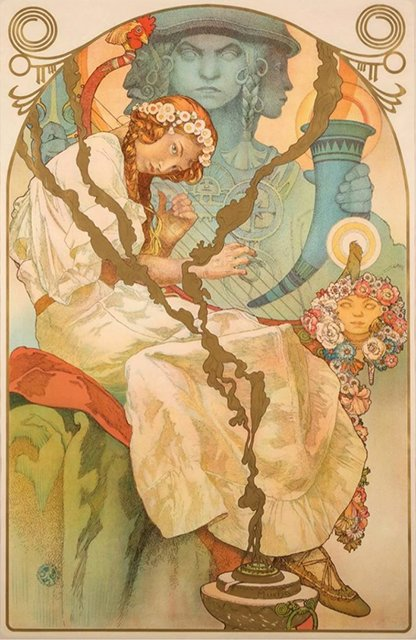
حماسه اسلاو

از مهم‌ترین ویژگی‌های حماسه آن است که مدت‌ها پس از حوادثی که از آن‌ها سخن می‌گوید پدید می‌آید، اما به‌طور معمول معتقدات و آثار فکری و اجتماعی دوران شاعر با اعتقادات و سنت‌هایی دورانی که حماسه در آن بیان می‌شود اختلاط نمی‌یابد و شاعر با حذف کردن نشانه‌های فرهنگی دوران پیشین، آثار و نشانه‌ها ی زمان خود را در حماسه نمی‌آمیزد.
به‌طور کلی حماسه‌های پهلوانی و دینی که با ایام و لحظات خاصی از حیات ملی یک قوم در ارتباط است؛ دورانی که مردمان پیشین با مدنیت ساده و ابتدایی خود در تلاش برای تشکیل ملیت و تمدن خود بوده‌اند. موضوع داستان‌های حماسی همیشه نخستین دوره‌های تمدن آن ملت است و در دوره‌های ترقی و کمال استقلال و تمدن یک ملت شاعران بیشتر به حماسه‌های مصنوع می‌پردازند.
همچنین در عموم حماسه‌ها زمان و مکان وقایع مبهم است تا منظومه حماسی در زمان و مکان محدود نباشد.
ویژگی دیگر حماسه داستانی بودن آن می‌باشد. حماسه‌ها به صورت داستان بیان می‌شوند. وجود قهرمانان برتر در حماسه نیز از دیگر ویژگی‌های حماسه به‌شمار می‌رود. حوادث خارق‌العاده‌ای یا اغراق‌آمیزی که در حماسه ذکر می‌شوند و گاه باور آن‌ها دشوار می‌باشد نیز از ویژگی‌های حماسه می‌باشد.

## منشأ حماسه
گروهی از محققان شعر حماسی را نتیجه و دنبالهٔ شعر غنایی می‌دانند و معتقدند که بیشتر آثار حماسی از ترکیب سروده‌هایی که شاعران پیشین در طول زمان برای قهرمانان و سرداران سروده‌اند، تشکیل شده‌است.

## حماسه‌های ایرانی

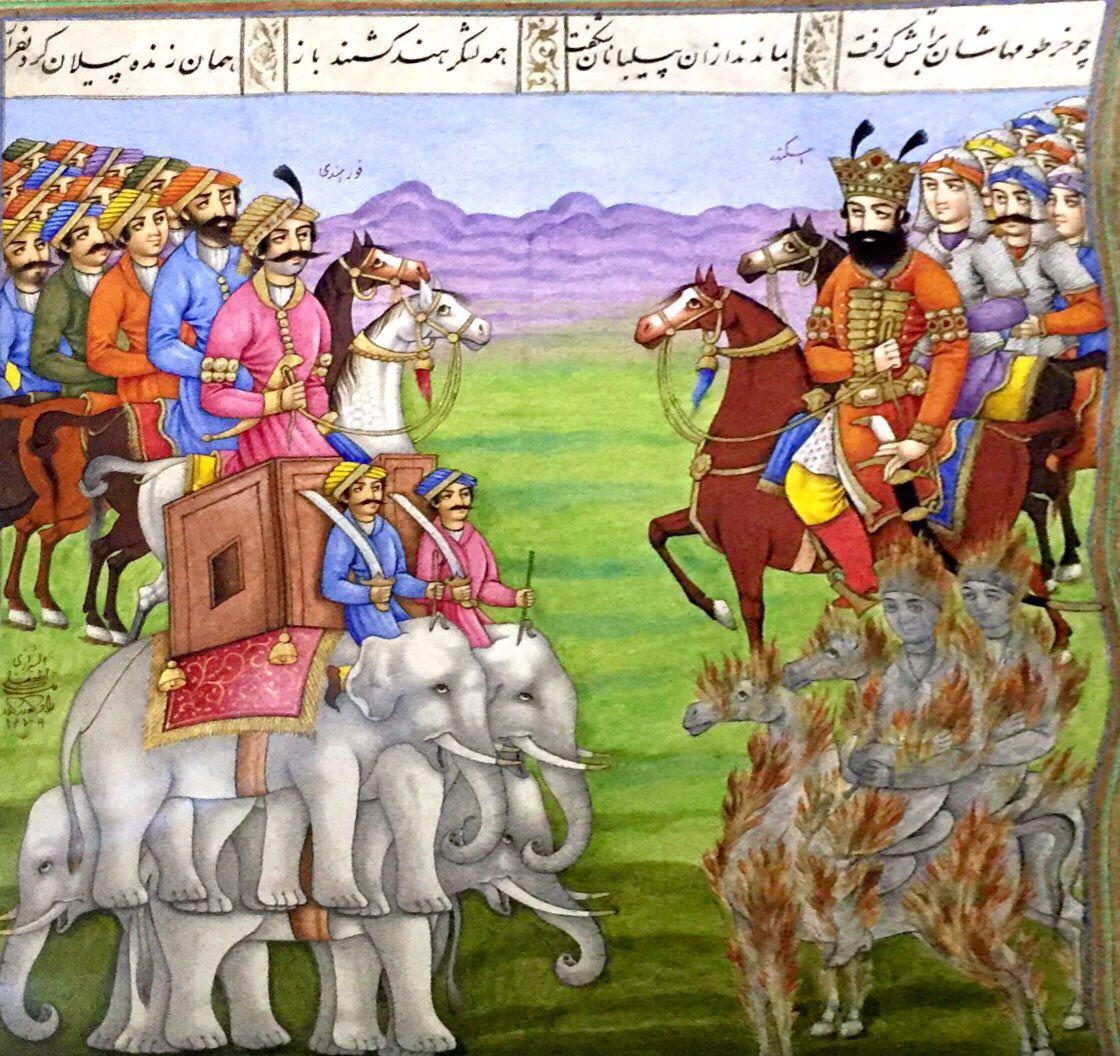
تصویری از شاهنامه داوری اثر لطفعلی شیرازی

در کنار شاهنامه که مجموعه‌ای از بسیاری از منابع تاریخ و اسطوره ایران باستان است، شماری دیگر از حماسه‌های فارسی در دست است که از حماسه‌سرایی ساسانی ریشه می‌گیرند از جمله:
گرشاسب‌نامه، بهمن‌نامه، فرامرزنامه، کوش‌نامه، برزونامه، شهریارنامه،ابومسلم نامه،بانوگشسب نامه،همای نامه،فرامرز نامه،یادگار زریران،آذربرزین‌نامه، بیژن‌نامه،مشکین نامه، رستم نامه، لهراسب‌نامه و سام‌نامه و ... فهرست حماسه‌های ایرانی که دکتر ذبیح‌الله صفا می‌دهد شامل این کتاب‌ها نیز هست: داستان کک کوهزاد، شبرنگ نامه،داستان جمشید و جهانگیرنامه.

## حماسه‌سرایان معاصر
شاخص‌ترین حماسه سرای معاصر سیاوش کسرایی شاعر نامی فقید است که حماسهٔ آرش شناخته شده‌ترین اثر وی می‌باشد که سال‌های سال است در کوی برزن بر زبان کوهنوردان از حفظ خوانده می‌شود و نیز قطعه صوتی صدای خود شاعر و خواندن این حماسه ضبط شده و موجود است. ویژگی حماسهٔ آرش کمانگیر در کاربرد کمان و تیری است که بناست مرز ایران و توران را مشخص کند و جان کماندار که با رهایی تیر از کمان از بدنش خارج می‌شود نکتهٔ مهمی که در مورد کسرایی وجود دارد این است که با وجود انقلابی بودنش و اشعارش که در انقلاب اصلیترین شعارهای مردمی و ملی از آن‌ها استخراج می‌شد ممنوعیت چاپ اشعارش توسط هم جمهوری اسلامی در نخست نیمهٔ حکومتش و هم ساواک در سال‌های منتهی به انقلاب است و اینکه با وجود تمام این محدودیت‌ها تا به امروز در دل مردم درخشان مانده است.
از حماسه سرایان معاصر دیگر می‌توان از مهدی اخوان ثالث ، صدرا ذوالریاستین و محمدرضا تقوی فرد نام برد.

## انواع حماسه
- حماسه اساطیری، که از قدیمی و اصلی‌ترین نوع حماسه است و بر مبنای اساطیر شکل گرفته؛ مثل گیل گمش و بخش اول شاهنامه.
- حماسه پهلوانی، که در آن از زندگی پهلوانان سخن رفته و قهرمان معمولاً یک پهلوان مردمی است که برای او مرگ بهتر از ننگ است. مثل زندگی رستم در شاهنامه.
- حماسه‌های دینی یا مذهبی، که در آن‌ها قهرمان یکی از رجال مذهبی و داستان آن هابر مبنای اصول یکی از مذاهب است. مثل کمدی الهی دانته و خاوران نامه ابن حسام خوسفی.
- حماسه عرفانی، که در این گونه حماسه قهرمانان بعد از شکست دادن دیو نفس و در طی شعری مخاطره‌آمیز در جاده طریقت نهایتاً به پیروزی که همان وصول به جاودانگیست دست می‌یابند. مثل تذکرةالاولیا و منطق الطیر.

## تقسیم‌بندی حماسه از لحاظ قدمت
- حماسه سنتی که به آن حماسه نخستین و حماسه شفاهی نیز می‌گویند. این حماسه در زمان‌های قدیم شکل گرفته و در آن شاعر حتی‌المقدور در منابع خود که روایات و قصص شفاهی و غیره هستند دخل و تصرف نمی‌کند.
- حماسه ثانوی یا حماسه ادبی که بر مبنای حماسه‌های قدیمی ساخته شده و شاعر موضوع آن را یا ابداع می‌کند یا آزادانه از موضوعات قدیمی سود می‌جوید.
- حماسه متاخر که از روی حماسه‌های ثانویه در ادوار متاخر ساخته شده‌است.